# Wirus grypy
Wirus grypy – 3 rodzaje ortomyksowirusów wywołujących grypę.

## Systematyka[1]
- Rodzina: Orthomyxoviridae (Ortomyksowirusy)
  - Rodzaj: Influenzavirus A  (FLUAV), zwyczajowo wirus grypy typu A – wywołuje pandemie, w tym hiszpankę, ptasią grypę i świńską grypę
    - Gatunek: Influenza A virus

  - Rodzaj: Influenzavirus B (FLUBV), zwyczajowo wirus grypy typu B – atakuje ludzi i foki
    - Gatunek: Influenza B virus

  - Rodzaj: Influenzavirus C (FLUCV), zwyczajowo wirus grypy typu C – atakuje ludzi i świnie
    - Gatunek: Influenza C virus

## Stabilność
Stabilność wirusów grypy w środowisku bardzo silnie zależy od temperatury. Przy przeciętnej letniej temperaturze 20 °C wirusy przyschnięte do powierzchni mogą przetrwać do ośmiu godzin. Przy 22 °C przetrzymują w ekskrementach, tkankach padłych zwierząt i wodzie co najmniej 4 dni, przy temperaturze 0 °C ponad 30 dni, a w lodzie niemal nieograniczony czas. Badacze z NIH w USA stwierdzili w 2008, że otoczka lipidowa wirusów grypy zmienia się w niższych temperaturach. Przez to wirus stabilizuje się i dłużej pozostaje wirulentny.
Powyżej 22 °C stabilność wirusów grypy zmniejsza się jednak wyraźnie. Przy 56 °C zostają zdezaktywowane w czasie 3 godzin, a przy 60 °C – w czasie 30 minut. Od 70 °C wirus ulega zniszczeniu i ostatecznie traci zakaźność.